# Cane da presa
Cane da presa meridionale (em italianoː "Cão de agarre meridional") é uma antiga raça de cães molossos originária da Itália em processo de recuperação. É visto como uma variedade funcional, saudável e versão antiga do Mastim Napolitano. Estes cães pesam entre 45 e 70 Kg.

## História

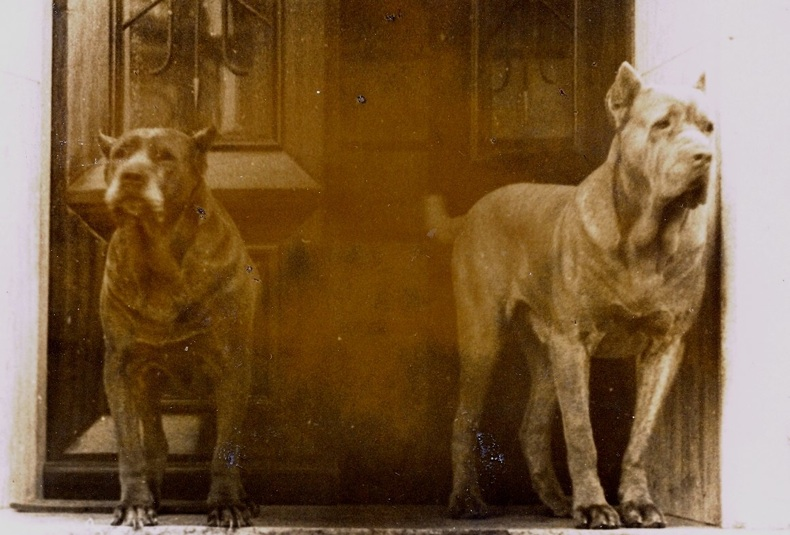
Cane corso à esquerda, e Cane da presa (atual mastim napolitano) à direita

Um tipo de cão de presa e guarda de fazendas foi muito popular durante séculos na Itália. Porém após a Primeira Guerra Mundial, estes cães tornaram-se mais escassos, ao mesmo tempo que perdiam utilidade, e espaço para raças estrangeiras. Alguns historiadores mais antigos no século XX, como Piero Scanziani , consideravam-no o próprio Molossus, o "extinto" cão da Molóssia, citado por Aristóteles, no livro IX de A História dos Animais. Porém, foi apenas após a Segunda Guerra Mundial que este tipo de cão foi redescoberto numa exposição de cães pelo próprio Piero Scanziani. Ele adquiriu um cão de pelagem cinza, o qual chamou de Guaglione, e o identificou como o próprio Molossus, sobrevivente. Scanziani começou a criar e se empenhar no resgate da raça, a qual tinha muitos nomes regionais, como cane corso, cane da presa e mastino. Scanziani resolveu chamar a raça de Molosso Italiano. Mais tarde, assumiu o nome de mastino napoletano. O primeiro padrão da raça citava os três principais nomes populares (cane corso, cane da presa e mastino). Com o passar dos anos, este cão foi adquirindo traços mais exóticos, se distanciando das características originais, e adotando o nome apenas de Mastim Napolitano. Nos anos 1970, Paolo Breber redescobriu cães mais parecidos com os antigos, e os nomeou oficialmente de Cane Corso, fazendo-o como raça separada do mastino. Após este dado ano, estes cães passaram a serem organizados em duas raças puras separadas com padrões raciais distintos que se modificaram ao longo dos anos, agregando traços físicos exagerados e, segundo alguns, também perda de temperamento, a ambas, o que acabou quase extinguindo o cão molosso italiano original. Recentemente, aficionados pelos cães originais criaram uma organização que está a reunir os espécimes restantes que se encaixam no padrão antigo do Mastim napolitano de 1949, alegadamente tentando resgatar a raça em seu formato original e saudável. O nome Cane da presa meridionale (Cão de presa sulista) foi adotado. Este é o segundo resgate que é feito desta proto-raça, após o cane corso.